# Evelyn Mandac
Evelyn Mandac (Malaybalay, 16 augustus 1945) is een Filipijns soliste en operazangeres.

## Biografie
Evelyn Mandac werd geboren op 16 augustus 1945 in Malaybalay in de Filipijnse provincie Bukidnon. Haar ouders waren Maruch Domrique Mandac en Noemi Lorenzana. Ze voltooide een opleiding voor zanglerares in 1961. In 1963 slaagde ze voor haar Bachelor-diploma muziek aan de University of the Philippines (UP). Aansluitend studeerde ze van 1964 tot 1965 met een Fulbrightbeurs aan het conservatorium van het Oberlin College in Oberlin. Tevens studeerde ze aan Juilliard School in New York. Haar talent voor operazang werd ontdekt door een docente in Quezon City.
Mandac was solist in het Chicago Symphony, Philadelphia Orchestra, Cleveland Orchestra, Boston Symphony, Los Angeles Philharmonic, National Symphony, Pittsburg Symphony. Dallas Symphony, American Symphony Orchestra, Toronto Symphony en Mobile Symphony. Ze trad op in bekende concertzalen in steden als New York, waar ze zich vestigde met haar Amerikaanse echtgenoot, Washington D.C., San Francisco, Los Angeles, maar ook in Europese steden als Genève, Rome, Parijs, Londen en Salzburg en in Manilla, de hoofdstad van haar vaderland. Na haar emigratie naar de VS kwam ze nog regelmatig terug in de Filipijnen, waar ze optrad in benefietconcerten voor diverse liefdadigheidsorganisaties als de Zarzuela Foundation en de Aurelio Estanislao Foundation.
Mandac trouwde met de Amerikaan Sanjoy Bhattacharya.